# W. F. S. Motor Car Company
W. F. S. Motor Car Company war ein US-amerikanischer Hersteller von Automobilen.

## Unternehmensgeschichte
W. F. Shetzline war Elektroingenieur. 1911 gründete er das Unternehmen in Philadelphia in Pennsylvania. Er begann mit der Produktion von Automobilen. Der Markenname lautete WFS. 1912 endete die Produktion.

## Fahrzeuge
1911 gab es nur den 25 HP. Er hatte einen Vierzylindermotor, der 25 PS leistete. 104,775 mm Bohrung und 133,35 mm Hub ergaben 4599 cm³ Hubraum. Die Motorleistung wurde über ein Dreiganggetriebe und eine Kardanwelle an die Hinterachse übertragen. Das Fahrgestell hatte 284 cm Radstand. Zur Wahl standen Tourenwagen mit fünf Sitzen, Runabout mit vier Sitzen, Roadster mit zwei Sitzen und eine Limousine.
1912 folgte der 40 HP. Der Vierzylindermotor wies nun 114,3 mm Bohrung, 139,7 mm Hub und 5734 cm³ Hubraum auf. Die Motorleistung war mit 40 PS angegeben. Der Radstand betrug 300 cm. Model A war ein Roadster, Model B ein Gunboat mit vier Sitzen, Model C ein Tourenwagen mit fünf Sitzen, Model D ein Raceabout und Model E eine Limousine. Ungewöhnlich für 1912 war das Festhalten an der Rechtslenkung, nachdem fast alle Konkurrenten schon zur Linkslenkung übergegangen waren.

## Modellübersicht
| Jahr | Modell | Ausführung | Zylinder | Leistung (PS) | Radstand (cm) | Aufbau                                                                |
| ---- | ------ | ---------- | -------- | ------------- | ------------- | --------------------------------------------------------------------- |
| 1911 | 25 HP  |            | 4        | 25            | 284           | Tourenwagen 5-sitzig, Runabout 4-sitzig, Roadster 2-sitzig, Limousine |
| 1912 | 40 HP  | Model A    | 4        | 40            | 300           | Roadster                                                              |
| 1912 | 40 HP  | Model B    | 4        | 40            | 300           | Gunboat 4-sitzig                                                      |
| 1912 | 40 HP  | Model C    | 4        | 40            | 300           | Tourenwagen 5-sitzig                                                  |
| 1912 | 40 HP  | Model D    | 4        | 40            | 300           | Raceabout                                                             |
| 1912 | 40 HP  | Model E    | 4        | 40            | 300           | Limousine                                                             |